# Едвард Майкл Грін
Едвард Майкл (Bankes) Грін (1930 — 6 лютого 2019, Оксфорд) — британський теолог, англіканський священик, християнський апологет і автор понад 50 книг.

## Біографія
Мати Гріна був австралійкою а його батько валлійцем. Він здобув освіту в уніерситеті Кліфтон та Екзитер, Оксфорд (ступінь бакалавра мистецтв 1953, майстер мистецтв, 1956), а потім у коледжі Квінс, Кембридж (бакалавр мистецтв 1957, магістр мистецтв 1961 бакалавр богослов'я, 1966) під час підготовки до рукопокладення в Рідлі Хол. Йому надали науковий ступінь доктора богослов'я архієпископ Кентерберійським (1996) і Університет Торонто (1992). Він був посвячений на диякона в 1957 році і священника в 1958 році.
Грін був помічником священника у соборі Святої Трійці, в Істборні (1957-60), викладачем в Лондонському університеті Богослов'я (1960-69), директором коледжу Святого Іоанна, Ноттінгем (1969-75) і ректором Санкт-Aldate собор, у Оксфорд і, капеланом Оксфордського пасторату (1975-86). Він був додатково почесним каноном собору Ковентрі з 1970 по 1978 рік. Потім він переїхав до Канади, де був професором у євангелізації університету Regent, і Ванкуверу з 1987 по 1992. Він повернувся до Англії, з метою зайняти позицію радника архієпископу Кентерберійського і архієпископа Йоркського. У 1993 році він був призначений проповідником собору Six Кентерберійський. Незважаючи на те що він офіційно пішов у відставку в 1996 році, він став старшим науковим співробітником і керівником апологетики в Вікліф залі, Оксфорд, в 1997 році. Він живе в містечку Марстон поблизу Оксфорда. Грін одружений з Розмарі. Вони мають четверо дорослих дітей, Сару, Дженні, Тіма і Джонатана.

## Апологетика і благовістя
Грін був плідним письменником, причому більша частина його робіт, написані для популярної читацької аудиторії, хоча він також зробив внесок в академічні дослідження. Більшість з його найбільш відомих книг розкривають теми євангелізації та апологетики.
Одна з цілей Гріна була передати досвід віруючим християнам в розумінні євангельського послання, щоб вони мали впевненість у знаннях теми віри. Ці практичні цілі чітко простежуються в таких книгах, як «Євангелизм», «Зараз і Потім» і «Ділись вірою з друзями та родиною». Також Грін зробив внесок академічного вивчення практики і теорії євангелізму в євангелизмі періоду ранньої Церкви. Ця робота досліджує розвиток євангелізації через тексти Нового Завіту і з початку отців церкви.